# Nederlands kampioenschap dammen 1902
Het Nederlands kampioenschap dammen van 1902 werd uitgeschreven door het Amsterdamsch schaakgenootschap. Het toernooi werd gehouden in café De Karseboom in Amsterdam en werd gewonnen door Jack de Haas, die met 3 remises en 10 winstpartijen ongeslagen bleef. Jack de Haas kreeg een zilveren erekruis, aangeboden door J. Smit, omdat hij ongeslagen bleef. C.H. Broekkamp kreeg de prijs voor de mooiste winnende combinatie. Willem Vijn, won een gouden horloge met inscriptie.

## Resultaten
| Plaats | Naam            | Punten |
| ------ | --------------- | ------ |
| 1      | Jack de Haas    | 23     |
| 2      | Willem Vijn     | 20     |
| 3      | L. Content      | 18     |
| 4      | B. van der Meer | 17     |
| 5      | C.G. Vervloet   | 15     |
| 6      | A. Zomerdijk    | 15     |

1902 · 
1904 · 
1908 · 
1911 · 
1913 · 
1916 · 
1919 · 
1920 · 
1921 · 
1922 · 
1923 · 
1924 · 
1925 · 
1926 · 
1927 · 
1929 · 
1930 · 
1931 · 
1932 · 
1933 · 
1934 · 
1935 · 
1936 · 
1937 · 
1938 · 
1939 ·
1940 · 
1941 · 
1942 · 
1943 · 
1944 · 
1946 · 
1948 · 
1949 ·
1950 · 
1951 · 
1952 · 
1953 · 
1954 · 
1955 · 
1956 · 
1957 · 
1958 · 
1959 · 
1960 · 
1961 · 
1962 · 
1963 · 
1964 · 
1965 · 
1966 · 
1967 · 
1968 · 
1969 · 
1970 · 
1971 · 
1972 · 
1973 · 
1974 · 
1975 · 
1976 · 
1977 · 
1978 · 
1979 · 
1980 · 
1981 · 
1982 · 
1983 · 
1984 · 
1985 · 
1986 · 
1987 · 
1988 · 
1989 · 
1990 · 
1991 · 
1992 · 
1993 · 
1994 · 
1995 · 
1996 · 
1997 · 
1998 · 
1999 · 
2000 · 
2001 · 
2002 · 
2003 · 
2004 · 
2005 · 
2006 · 
2007 · 
2008 · 
2009 · 
2010 · 
2011 · 
2012 · 
2013 · 
2014 · 
2015 · 
2016 · 
2017 · 
2018 · 
2019 · 
2020 · 
2021 · 
2022 · 
2023